# Wendy Cornejo
Wendy Cornejo, född 7 januari 1993, är en friidrottare från Bolivia. Hon deltog vid olympiska sommarspelen 2016.